# Fijnmazige bladroller
De fijnmazige bladroller (Pandemis dumetana) is een vlinder uit de familie van de bladrollers (Tortricidae). De wetenschappelijke naam is gepubliceerd in 1835 door Treitschke.
De soort komt voor in Europa.